# Europamästerskapen i skidskytte 2005
Europamästerskapen i skidskytte 2005 genomfördes 16 – 20 februari  2005 i Novosibirsk, Ryssland.

## Distans herrar 20 kilometer
| Placering | Åkare            | Land      |
| --------- | ---------------- | --------- |
| 1.        | Carsten Pump     | Tyskland  |
| 2.        | Pavol Hurajt     | Slovakien |
| 3.        | Pavel Rostovtsev | Ryssland  |

## Distans damer 15 kilometer
| Placering | Åkare                | Land     |
| --------- | -------------------- | -------- |
| 1.        | Svetlana Isjmuratova | Ryssland |
| 2.        | Sabrina Buchholz     | Tyskland |
| 3.        | Anna Bogali-Titovets | Ryssland |

## Sprint herrar 10 kilometer
| Placering | Åkare             | Land        |
| --------- | ----------------- | ----------- |
| 1.        | Aleksei Ajdarov   | Vitryssland |
| 2.        | Andrej Deryzemlja | Ukraina     |
| 3.        | Aleksej Boltenko  | Ryssland    |

## Sprint damer 7,5 kilometer
| Placering | Åkare                | Land     |
| --------- | -------------------- | -------- |
| 1.        | Svetlana Tjernusova  | Ryssland |
| 2.        | Svetlana Isjmuratova | Ryssland |
| 3.        | Anna Bogali-Titovets | Ryssland |

## Jaktstart herrar 12,5 kilometer
| Placering | Åkare             | Land     |
| --------- | ----------------- | -------- |
| 1.        | Andrej Deryzemlja | Ukraina  |
| 2.        | Carsten Pump      | Tyskland |
| 3.        | Aleksej Boltenko  | Ryssland |

## Jaktstart damer 10 kilometer
| Placering | Åkare                | Land     |
| --------- | -------------------- | -------- |
| 1.        | Oksana Chvostenko    | Ukraina  |
| 2.        | Irina Malgina        | Ryssland |
| 3.        | Anna Bogali-Titovets | Ryssland |

## Stafett 4 x 7,5 kilometer herrar
| Placering | Land     | Åkare                                                                            |
| --------- | -------- | -------------------------------------------------------------------------------- |
| 1.        | Ryssland | Aleksej Boltenko, Sergej Balandin, Pavel Rostevstev, Dmitrij Jarosjenko          |
| 2.        | Ukraina  | Vjatjeslav Derkatj, Andrej Deryzemlja, Aleksej Korobejnikov, Oleksandr Bilanenko |
| 3.        | Tyskland | Hansjörg Reuter, Carsten Pump, Carsten Heymann, Jörn Wollschläger                |

## Stafett 4 x 6 kilometer damer
| Placering | Land     | Åkare                                                                          |
| --------- | -------- | ------------------------------------------------------------------------------ |
| 1.        | Ryssland | Irina Malgina, Jelena Chrustaljeva, Svetlana Isjmuratova, Anna Bogali-Titovets |
| 2.        | Ukraina  | Oksana Chvostenko, Nina Lemesj, Irina Tananaiko, Oksana Jakovleva,             |
| 3.        | Tjeckien | Lenka Maltusová, Magda Rezlerová, Irena Česneková, Zdeňka Vejnarová            |